# Пикорнелль, Андре
Андре Карл Пикорнелль (швед. André Carl Picornell; род. 3 апреля 2004, Хессельбю, Стокгольм) — шведский футболист, вратарь «Юргордена».

## Клубная карьера
Является воспитанником «Броммапойкарны», в которой начал заниматься в пятилетнем возрасте. В её составе прошёл путь от детских и юношеских команд до основной, становился победителем юношеских турниров. 17 апреля 2021 года впервые попал в официальную заявку взрослой команды на матч первого дивизиона с «Умео», но на поле не появился.
15 декабря 2021 года подписал двухлетний молодёжный контракт с другим столичным клубом — «Юргорденом». В связи с арендой Томми Вайхо в «Сириус» стал третьим вратарём команды в сезоне 2022 года. По итогам года получил награду лучшему молодому вратарю. 9 апреля 2023 года в матче второго тура нового чемпионата состоялся дебют Пикорнелля в чемпионате Швеции. На 51-й минуте встречи основной голкипер команды Якоб Сеттерстрём получил красную карточку и был удалён с поля, в результате чего на поле был вынужден выйти Андре, заменив Густава Викхейма.

## Карьера в сборной
Провёл два матча за сборную Швеции до 17 лет. В первой игре, состоявшейся 17 сентября 2019 года, отбил пенальти, чем помогу своей команде одержать победу. 7 сентября 2021 года дебютировал сборную до 19 лет в товарищеском матче с Данией.

## Клубная статистика
| Выступление      | Выступление      | Выступление      | Лига | Лига | Кубки | Кубки | Конт. кубки | Конт. кубки | Итого | Итого |
| Клуб             | Лига             | Сезон            | Игры | Голы | Игры  | Голы  | Игры        | Голы        | Игры  | Голы  |
| ---------------- | ---------------- | ---------------- | ---- | ---- | ----- | ----- | ----------- | ----------- | ----- | ----- |
| Юргорден         | Алльсвенскан     | 2023             | 1    | 0    | 0     | 0     | 0           | 0           | 1     | 0     |
| Юргорден         | Итого            | Итого            | 1    | 0    | 0     | 0     | 0           | 0           | 1     | 0     |
| Всего за карьеру | Всего за карьеру | Всего за карьеру | 1    | 0    | 0     | 0     | 0           | 0           | 1     | 0     |